# Mijáilivka (Rovenki)
Mijáilivka (en ucraniano: Михайлівка; en ruso: Михайловка, romanizado: Mijáilovka) es un asentamiento urbano ucraniano perteneciente al óblast de Lugansk. Situado en el este del país, hasta 2020 pertenecía al municipio de Rovenki, pero hoy es parte del raión de Rovenki y del municipio (hromada) de Mijáilivka.
La ciudad se encuentra ocupada por Rusia desde la guerra del Dombás, siendo administrada como parte de la de facto República Popular de Lugansk.

## Geografía
Mijaílivka está 11 km al noreste de Rovenki y 54 km al sur de Lugansk.

## Historia
Mijáilivka se fundó en 1910 como asentamiento de mineros.
Durante la Segunda Guerra Mundial , el pueblo fue ocupado en 1941 por las tropas alemanas que avanzaban en la operación Barbaroja, pero en 1943 fue liberado por las tropas soviéticas. 
En 1954 Mijáilivka se convirtió en un asentamiento de tipo urbano y a principios de 1968, aquí funcionaban la mina Luganskaya-Komsomolskaya y la mina de carbón Chapaev Nº2.
Desde el verano de 2014, el lugar ha sido ocupado por separatistas de la República Popular de Lugansk durante la guerra del Dombás.

## Demografía
La evolución de la población entre 1989 y 2019 fue la siguiente:
| 3796                                                          | 3259 | 2811 | 2827 | 2779 |
| (Fuente: Cities & Towns of Ukraine y UKRAINE: Größere Städte) |      |      |      |      |

Según el censo de 2001, la lengua materna de la mayoría de los habitantes, el 80,15%, es el ruso; del 19,67% es el ucraniano.